# Moritz Pauli (Politiker)
Moritz Karl Otto Pauli (* 24. Dezember 1838 in Ottendorf; † 7. April 1917 in Eberswalde) war ein deutscher Gymnasialprofessor, Politiker und Mitglied des Deutschen Reichstags.

## Leben
Pauli besuchte das Gymnasium in Lauban und die Universitäten Halle und Berlin, wo er Mathematik und Naturwissenschaften studierte. Seit Oktober 1862 war er Lehrer in Landsberg, Luckenwalde, Rathenow und dann Rektor der Realprogymnasien zu Luckenwalde und Eberswalde. Zuletzt war er 1. Oberlehrer und Professor mit dem Range der Räte IV. Klasse am Gymnasium Eberswalde, wo er nach 40-jähriger Dienstzeit pensioniert wurde.
Von 1893 bis 1912 war er Mitglied des Deutschen Reichstags für den Wahlkreis Regierungsbezirk Potsdam 5 (Oberbarnim) und die Deutsche Reichspartei. Außerdem war er von 1898 bis 1908 Mitglied des Preußischen Abgeordnetenhauses.
Er war Träger des Roter Adlerordens IV. Klasse, des Kronenordens III. Klasse und der Erinnerungsmedaille an die Einweihung des Denkmals Wilhelm I.